# A Savage Crazy World
A Savage Crazy World es el séptimo álbum en video de la banda alemana de hard rock y heavy metal Scorpions, publicado en 2002 por Universal Music. Consiste en un DVD dividido en dos partes: la primera, incluye parte de la presentación en vivo dada en Berlín en 1990, la que se tomó del VHS, Crazy World Tour Live...Berlin 1991 de 1991. Por su parte, la segunda, incluye los videoclips de ciertas canciones publicados entre 1988 y 1993. En septiembre de 2002 alcanzó el puesto 18 en la lista estadounidense Billboard Top Music Videos.

## Lista de canciones
| Crazy World Tour Live...Berlin 1991 |                             |                                                |          |  |
| N.º                                 | Título                      | Escritor(es)                                   | Duración |  |
| 1.                                  | «Bad Boys Running Wild»     | Rudolf Schenker, Klaus Meine                   | 4:03     |  |
| 2.                                  | «Hit Between the Eyes»      | Schenker, Meine, Herman Rarebell, Jim Vallance | 4:15     |  |
| 3.                                  | «I Can't Explain»           | Pete Townshend                                 | 3:28     |  |
| 4.                                  | «The Zoo»                   | Schenker, Meine                                | 6:34     |  |
| 5.                                  | «Rhythm of Love»            | Schenker, Meine                                | 3:51     |  |
| 6.                                  | «Crazy World»               | Schenker, Meine, Rarebell, Vallance            | 5:27     |  |
| 7.                                  | «Can't Live Without You»    | Schenker, Meine                                | 4:50     |  |
| 8.                                  | «Blackout»                  | Schenker, Meine, Rarebell, Sonja Kittelsen     | 3:50     |  |
| 9.                                  | «Dynamite»                  | Schenker, Meine, Rarebell                      | 4:07     |  |
| 10.                                 | «Lust or Love»              | Meine, Rarebell, Vallance                      | 4:20     |  |
| 11.                                 | «Big City Nights»           | Schenker, Meine                                | 5:24     |  |
| 12.                                 | «Rock You Like a Hurricane» | Schenker, Meine, Rarebell                      | 5:08     |  |

| Videoclips |                                                                  |                                          |          |  |
| N.º        | Título                                                           | Escritor(es)                             | Duración |  |
| 13.        | «Rhythm of Love» (versión no censurada)                          | Schenker, Meine                          | 3:41     |  |
| 14.        | «Believe In Love» (edición rusa)                                 | Schenker, Meine                          | 3:49     |  |
| 15.        | «Walking On the Edge» (edición rusa)                             | Schenker, Meine                          | 4:30     |  |
| 16.        | «Rock You Like a Hurricane» (edición rusa, más versión original) | Schenker, Meine, Rarebell                | 8:26     |  |
| 17.        | «Still Loving You»                                               | Schenker, Meine                          | 4:47     |  |
| 18.        | «Passion Rules the Game» (versión no censurada)                  | Meine, Rarebell                          | 4:07     |  |
| 19.        | «Tease Me Please Me»                                             | Schenker, Meine, Vallance, Matthias Jabs | 5:08     |  |
| 20.        | «Don't Believe Her»                                              | Schenker, Meine, Rarebell, Vallance      | 4:42     |  |
| 21.        | «Send Me an Angel»                                               | Schenker, Meine                          | 4:27     |  |
| 22.        | «Wind of Change»                                                 | Meine                                    | 4:45     |  |

| Videoclips Bonus |                   |                 |          |  |
| N.º              | Título            | Escritor(es)    | Duración |  |
| 23.              | «Alien Nation»    | Schenker, Meine | 4:58     |  |
| 24.              | «Holiday»         | Schenker, Meine | 3:17     |  |
| 25.              | «No One Like You» | Schenker, Meine | 3:50     |  |
| 26.              | «I'm Leaving You» | Schenker, Meine | 4:24     |  |

| Hidden Videoclips |                                         |                 |          |  |
| N.º               | Título                                  | Escritor(es)    | Duración |  |
| 25.               | «Big City Nights»                       | Schenker, Meine | 4:10     |  |
| 28.               | «No One Like You» (versión alternativa) | Schenker, Meine | 4:52     |  |